# Mashriq
Mashriq (arabisk ٱلْمَشْرِق, også transskriberet Mashreq, Mashrek) betyder "øst" eller "landet, hvor solen står op" og er det geografiske område, der strækker sig fra Egyptens vestlige grænse til Irans vestlige grænse. Området omfatter Egypten, Sudan, staterne på Den Arabiske Halvø (Saudi-Arabien, Yemen, Oman, De Forenede Arabiske Emirater, Qatar, Bahrain og Kuwait), Levanten (Israel, Palæstina, Jordan, Libanon, Syrien) og Irak.
Mashriq er også en arabisk betegnelse for de arabiske områder i Mellemøsten, de østlige arabiske lande, og som ikke hører til Maghreb, de vestlige arabiske lande, i Nordafrika.